# Dhammika Prasad
Kariyawasam Tirana Gamage Dhammika Prasad (* 30. Mai 1983 in Ragama, Sri Lanka) ist ein ehemaliger sri-lankischer Cricketspieler, der zwischen 2006 und 2015 für die sri-lankischen Nationalmannschaft spielte.

## Kindheit und Ausbildung
Prasad besuchte das De Mazenod College in Kandana, wo er zunächst als Top-Order-Batter in der Schulmannschaft spielte. Mit 17 Jahren wurde er jedoch als Bowler umgeschult, da die Schule niemand anderen Fand der die Rolle ausfüllen konnte. Er nahm dann für Sri Lanka an der ICC U19-Cricket-Weltmeisterschaft 2002 teil und erhielt daraufhin ein Stipendium in England. Sein Bruder Nipuna Kariyawasam spielte ebenfalls im nationalen Cricket Sri Lankas.

## Aktive Karriere
Sein First-Class-Debüt erfolgte in der Saison 2001/02. Dort konnte er sich etablieren und wurde im Februar 2006 für die Tour in Bangladesch nominiert. Hier absolvierte er sein ODI-Debüt und konnte dabei zwei Wickets in seinem ersten Over erzielen. Kurz darauf zog er sich jedoch eine Rückenverletzung zu und musste für sechs Monate aussetzen. Mit weiteren guten Leistungen im nationalen sri-lankischen Cricket konnte er sich dann für den Test-Kader ins Gespräch bringen. Sein Debüt in diesem Format erfolgte bei der Tour gegen Indien im August 2008, wobei ihm drei Wickets (3/82) gelangen. Ebenfalls drei Wickets (3/105) gelangen ihm im Dezember bei der Test-Serie in Bangladesch. Jedoch wurde er kurz darauf aus dem Kader gestrichen. In der Folge spielte er nur vereinzelte Spiele im Nationalteam, wobei er im Juli 2011 drei Wickets (3/17) in einem schottischen Drei-Nationen-Turnier gegen den Gastgeber erzielte. Gegen Australien folgte im August dann sein Twenty20-Debüt, was jedoch sein einziges Spiel in diesem Format bleiben sollte.
Im November 2011 verletzte er sich am Oberschenkel und musste einige Wochen aussetzen. Zurück im Team erreichte er in Südafrika drei Wickets (3/46) im zweiten ODI. Zum Ende des Jahres 2012 steuerte er im zweiten Test in Australien drei Wickets (3/106) bei. Im Jahr darauf gelangen ihm in Bangladesch drei Wickets (3/49) in den ODIs. In der Saison 2014 konnte er mit 5 wickets für 50 Runs im zweiten Innings im zweiten Spiel der Test-Serie in England den ersten Test-Sieg Sri Lankas in England sichern. Daraufhin konnte er sich im ODI-Kader etablieren und wurde für den Cricket World Cup 2015 nominiert. doch brach er sich kurz vor dem Turnier die Hand und bestritt in der Folge kein ODI mehr. In der Saison 2015 erreichte er in der Test-Serie gegen Pakistan drei wickets (3/91) im ersten Test und insgesamt sieben Wickets (3/43 & 4/92) im zweiten. Für letzteres wurde er als Spieler des Spiels ausgezeichnet. Im letzten Spiel der Serie konnte er dann erneut drei wickets (3/78) erzielen, die Serien-Niederlage jedoch nicht vermeiden. Es folgte eine Test-Serie gegen Indien, wo ihm im zweiten Test vier Wickets (4/43) gelangen. Im dritten Spiel der Serie erreichte er dann insgesamt acht Wickets (4/100 & 4/69), wobei er Auseinandersetzungen mit Ishant Sharma hatte, wofür er eine Geldstrafe erhielt.
Zu diesem Zeitpunkt war er eine der wichtigsten Fast-Bowler Sri Lankas, was er vor allem seiner Verletzungsfreiheit über ein Jahr zu verdanken hatte. Im Oktober 2015 erzielte er gegen die West Indies vier Wickets (4/34) im zweiten Test. Doch verletzte er sich kurz darauf in einem Vorbereitungsspiel für die Tour in Neuseeland am Rücken. Im Mai 2016 folgte in der Vorbereitung für die Tour in England eine Schulterverletzung, die ihn erneut pausieren ließ. Doch konnte er sich davon nicht mehr erholen und wurde nicht mehr in den Tests eingesetzt. Auch musste er sich einer Operation unterziehen, die sein Bowling in der Folge beeinträchtigte. Im Vorlauf für den Cricket World Cup 2019 wurde er noch Mal als Option gehandelt, wurde aber schlussendlich nicht nominiert. Im Februar 2021 erklärte er dann seinen Rücktritt vom internationalen Cricket und spielte noch bis 2023 im nationalen sri-lankischen Cricket.

## Nach der aktiven Karriere
Prasad engagierte sich im Rahmen der Proteste gegen die Regierung im Jahr 2022 in Sri Lanka. Er sprach sich dabei gegen den sri-lankischen Premierminister Mahinda Rajapaksa aus.